# Wladimir Wassiljewitsch Schischkin
Wladimir Wassiljewitsch Schischkin (russisch Владимир Васильевич Шишкин; * 29. Januar 1938 in Leningrad; † 9. Februar 1990 ebenda) war ein sowjetischer Schachspieler.

## Leben
Als Jugendlicher besuchte Schischkin die Schachsektion im Leningrader Pionierpalast. Im Jahr 1958 erreichte er mit der Leningrader Auswahl den zweiten Platz bei der sowjetischen Mannschaftsmeisterschaft in Vilnius. 1960 siegte er mit einem halben Punkt Vorsprung auf Wjatscheslaw Osnos bei der Leningrader Stadtmeisterschaft. Ebenfalls 1960 wurde er nationaler Meister, nachdem er im vorigen Jahr in einem Halbfinale der sowjetischen Meisterschaft seine Norm erfüllte. 1963 wurde er Zweiter hinter Wladimir Makogonow bei der Meisterschaft der Streitkräfte der UdSSR in Kischinjow.
Im Match Moskau gegen Leningrad 1960 holte er ein 1:1 gegen Salo Flohr. Im selben Jahr beim Freundschaftsspiel des Leningrader Teams gegen Budapest bezwang er mit 2,5:1,5 Lajos Portisch. Beim nächsten Treffen 1961 holte er mit 3:1 einen Sieg über Ervin Haag. Igor Bondarewski, der Schischkins Partien Anfang 1960er Jahre analysierte, bescheinigte ihm mangelnde Kenntnisse der modernen Eröffnungstheorie und gute Endspieltechnik. Beachtliche Erfolge seien dem jungen Meister sicher, vorausgesetzt, er arbeite hart, übe mehr Selbstkritik und führe eine sportliche Lebensweise.
Schischkin war jedoch nicht besonders diszipliniert und sorgte für negative Berichte. Schon bei der Stadtmeisterschaft von Leningrad 1961 wurde er wegen Verstoßes gegen die Turnierordnung in der letzten Runde aus dem Saal verwiesen. Ein neuer Vorfall wurde 1964 gemeldet, als er vom gleichen Wettbewerb nach elf Runden ausgeschlossen wurde. Fortan konnte er nicht mehr an die früheren Leistungen anknüpfen und spielte meistens in den Stadtparks. Sein wohl letztes Turnier war das Furman-Memorial 1989 in Leningrad. Seine beste historische Elo-Zahl betrug 2544 im Mai 1961.
In den 1980er Jahren trainierte er inoffiziell Gata Kamsky und spielte mit ihm einigen Schätzungen zufolge mehr als 200 Partien.

## Partiebeispiele
|   | a | b | c | d | e | f | g | h |   |
| 8 |   |   |   |   |   |   |   |   | 8 |
| 7 |   |   |   |   |   |   |   |   | 7 |
| 6 |   |   |   |   |   |   |   |   | 6 |
| 5 |   |   |   |   |   |   |   |   | 5 |
| 4 |   |   |   |   |   |   |   |   | 4 |
| 3 |   |   |   |   |   |   |   |   | 3 |
| 2 |   |   |   |   |   |   |   |   | 2 |
| 1 |   |   |   |   |   |   |   |   | 1 |
|   | a | b | c | d | e | f | g | h |   |

|   | a | b | c | d | e | f | g | h |   |
| 8 |   |   |   |   |   |   |   |   | 8 |
| 7 |   |   |   |   |   |   |   |   | 7 |
| 6 |   |   |   |   |   |   |   |   | 6 |
| 5 |   |   |   |   |   |   |   |   | 5 |
| 4 |   |   |   |   |   |   |   |   | 4 |
| 3 |   |   |   |   |   |   |   |   | 3 |
| 2 |   |   |   |   |   |   |   |   | 2 |
| 1 |   |   |   |   |   |   |   |   | 1 |
|   | a | b | c | d | e | f | g | h |   |

Die erste Stellung im Diagramm links entstand in der Begegnung zwischen Schischkin und Lajos Portisch, Leningrad 1960. Mit f4–f5 unternahm Schischkin einen Bauerndurchbruch am Königsflügel und entschied die Partie nach wenigen Zügen zu seinen Gunsten: 22. f4–f5 g6xf5 23. Sd4xf5 Sc5xd3 24. Sf5xe7 Sd3xc1 25. De2–f3 Th8–f8 26. Tf1xc1 Ke8xe7 27. Le3–c5+ Ke7–d7 28. Df3–f6 Tf8–c8 29. Df6xf7+ Kd7–c6 30. Lc5–d4+ und 1:0.
Das rechte Diagramm zeigt die Partie zwischen Schischkin und Igor Iwanow, Moskau 1971. Vor der Wiederaufnahme notierte Schischkin den Zug De1–h4. Sein Gegner erwiderte mit g7xh6, was zum forcierten Gewinn für Weiß führte: 41. De1–h4 g7xh6 42. Dh4xh6 Dd7–f7 43. Lc2–a4 Te8–d8 44. f4–f5 Lf3–h5 45. La4–d1 Lh5xd1 46. Tg5–g6 Df7–d7 47. Tg6xf6 Tf8xf6 48. Dh6xf6+ Kh8–g8 49. Df6–h8+ Kg8–f7 50. Dh8–g7+ und 1:0.